# Zlataritsa (ort)
Zlataritsa (bulgariska: Златарица) är en ort i Bulgarien.   Den ligger i kommunen Obsjtina Zlataritsa och regionen Veliko Tărnovo, i den centrala delen av landet, 210 km öster om huvudstaden Sofia. Zlataritsa ligger 130 meter över havet och antalet invånare är 2 468.